# Tamba lala
Tamba lala är en fjärilsart som beskrevs av Swinhoe 1900. Tamba lala ingår i släktet Tamba och familjen nattflyn. Inga underarter finns listade i Catalogue of Life.